# Пушкіно (Буландинський район)
Пу́шкіно (каз. Пушкино) — село у складі Буландинського району Акмолинської області Казахстану. Входить до складу Капітоновського сільського округу.
Населення — 64 особи (2021; 177 у 2009, 357 у 1999, 599 у 1989).
Національний склад станом на 1989 рік:
- росіяни — 42 %;
- німці — 34 %.